# Pagayawan
Pagayawan (Bayan ng Pagayawan) är en kommun i Filippinerna. Kommunen ligger på ön Mindanao, och tillhör provinsen Lanao del Sur. Folkmängden uppgår till 9 757 invånare.

## Barangayer
Pagayawan är indelat i 18 barangayer.
| - Ayong - Bandara Ingud - Bangon (Pob.) - Biala-an - Diampaca - Guiarong - Ilian - Madang - Mapantao | - Ngingir (Kabasaran) - Padas - Paigoay - Pinalangca - Poblacion (Lumbac) - Rangiran - Rubokun - Linindingan - Kalaludan |